# Ukrajinśk
Ukrajinśk (ukr. Українськ) – miasto na Ukrainie w obwodzie donieckim.
Od września 2024 roku znajduje się pod rosyjską okupacją wskutek inwazji na Ukrainę.

## Demografia
- 2012 – 12 061
- 2021 – 10 837[1]